# Open Sky
Open Sky è un Internet service provider fondato nel 2001 distributore di servizi di connessione internet via satellite. Gestisce un dipartimento dedicato al cinema digitale che si occupa di trasmettere ai cinema di tutta Europa i file per la proiezione dei film digitalizzati.  L'azienda ha sede a Vicenza, dove si trovano il centro assistenza per i servizi Tooway e il NOC (Network operations center) per il controllo e la gestione delle trasmissioni dati verso i cinema.

## La tecnologia
Open Sky utilizza il sistema di connessione bidirezionale Tooway prodotto dalla multinazionale francese Eutelsat. Si tratta di un apparato composto da antenna da 77 cm di diametro e modem per la ricezione e trasmissione di segnale a protocollo IP su frequenze KA. Il sistema sfrutta il satellite KA-SAT (posizione orbitale 9° Est) progettato per fornire accesso Internet e servizi di broadcasting in tutta Europa e nel Bacino del Mediterraneo, con performance fino a 22 Mbit/s in downstream e fino a 6 Mbit/s in upstream.

## Open Sky Cinema
Il dipartimento cinema digitale di Open Sky effettua e verifica le trasmissioni dei film digitalizzati alle sale cinematografiche in tutta Europa attrezzate con l'apparecchiatura di ricezione. Inoltre l'azienda ha sviluppato il servizio Cinema On Demand, che consente alle sale di scaricare via Adsl i film digitalizzati.